# Stereopony 1st Tour A Hydrangea Blooms 2009
A Stereopony 1st Tour A Hydrangea Blooms 2009 (ステレオポニー 1st Tour A hydrangea blooms 2009) a Stereopony japán együttes első koncertalbuma, amely 2009. december 16-án jelent meg a gr8! Records kiadó gondozásában. A felvételek az A Hydrangea Blooms elnevezésű turnéjuk 2009. augusztus 22-ei állomásán, az Akasaka Blitz koncertteremben vették fel. A korong a 70. helyezést érte el az Oricon heti összesített DVD eladási listáján.

## Számlista
1. Szeisun ni, Szono Namida ga Hicuyou da! (青春に、その涙が必要だ！?, ’A fiataloknak szüksége van erre a könnycseppre’)
2. I Do It
3. Namida no Mukó (泪のムコウ?, ’Könnyeken keresztül’)
4. Near Me (ニャーミィ?, ’Hozzám közel’)
5. Júkan na Funny Friends (勇敢なファニーフレンズ?, ’Bátor vicces barátok’)
6. Cupido
7. Komorebi no Journey (木漏れ日のジャーニー?, ’Utazás a fák levelei között beszűrődő fényben’)
8. Nakanai de (泣かないで?, ’Ne sírj’)
9. Effective Line
10. Sweet Blue (スウィート・ブルー?)
11. Supergirl (スーパーガール?)
12. Stereopony no Tabi va Cuzuku (ステレオポニーの旅は続く?, ’A Stereopony útja folytatódik’)
13. Otome Kokoro Hey Hey Hey (乙女心 Hey Hey Hey?)
14. Aozora Very Good Days!! (青空 Very good days!!?, ’Kék ég’)
15. Smilife (スマイライフ?)
16. Hitohira no Hanabira (ヒトヒラのハナビラ?, ’Egyetlen virágszirom’)
17. Document